# Reasoned Art
Reasoned Art è una startup italiana dedicata alla Crypto Arte, ovvero arte digitale certificata tramite tecnologia NFT e scambiata sulla blockchain, fondata a Genova nel 2021 da Giulio Bozzo e Andrea Alexandre Marec. La startup, vincitrice del Premio Angi 2021 nella categoria Cultura e Turismo, è salita agli onori della cronaca per aver portato l'Arco della Pace di Milano nel metaverso, primo monumento al mondo, con l'opera AI DATAPORTAL_ARCH OF LIGHT creata dal collettivo artistico internazionale Ouchhh .

## Premi
A Marzo 2022, i fondatori di Reasoned Art, Giulio Bozzo e Andrea Alexandre Marec sono entrati nella lista italiana di Forbes 30 Under 30 nella categoria Art & Style.

## Investimenti
A Giugno 2021, la startup ha chiuso un round d'investimento da 310000 € guidato da Rosario Bifulco, presidente di Finarte, e da LVenture Group.